# Glücksspirale

Logo der Lotterie seit 2025

Logo der Lotterie bis 2024

Die Glücksspirale (Eigenschreibweise GlücksSpirale) ist – wie die Zusatzlotterien Spiel 77 und Super 6 – eine so genannte Nummernlotterie. Im Gegensatz zum Spiel 77 wird jedoch nicht eine einzelne Nummer gezogen, sondern für jede Gewinnklasse eine eigene Nummer. Für die 6. Gewinnklasse werden zwei Gewinnzahlen gezogen. So gibt es insgesamt acht Gewinnzahlen: Je eine mit 1 bis 5 Ziffern für die ersten fünf Gewinnklassen, zwei Gewinnzahlen mit 6 Ziffern für die 6. Gewinnklasse und eine Gewinnzahl mit 7 Ziffern für die 7. Gewinnklasse.

## Symbol

Strahlenspirale als Emblem der Olympischen Sommerspiele 1972 in München

Als Symbol für die Glücksspirale dient die Strahlenspirale. Sie ist ursprünglich das Emblem der XX. Olympischen Spiele in München. Für die Glücksspirale wird das Symbol in einer regenbogenfarbigen Gestaltung verwendet.
Das Spiralsymbol wurde auf die Motivseite der ersten von fünf 10-DM-Sondermünzen anlässlich der Olympischen Spiele 1972 geprägt. Die erste Auflage 1970 hatte den Schriftzug „in Deutschland“, der jedoch für die weiteren Münzen sowie die Neuauflage der Spiralmotivmünze 1972 zu „in München“ geändert werden musste, da die Olympischen Spiele in eine Stadt und nicht in ein Land vergeben werden.

## Geschichte
Die Glücksspirale wurde am 6. November 1969 vom Nationalen Olympischen Komitee, dem Deutschen Lotto- und Totoblock und dem öffentlich-rechtlichen Fernsehen gemeinsam eingeführt. Mit ihren Einnahmen sollte sie zur Finanzierung der Olympischen Sommerspiele 1972 in München und Kiel beitragen, da die Erlöse der bis dahin stattfindenden Olympia-Lotterie nicht ausreichten. Später unterstützte sie die Finanzierung der Fußball-Weltmeisterschaft 1974 in Deutschland.
Zu Beginn war die Glücksspirale eigentlich als eine zeitlich begrenzte Lotterie konzipiert. Nach den sportlichen Großereignissen wurde sie im folgenden Jahr 1975 nicht weiter geführt, aber bereits 1976 von den Lotto- und Totogesellschaften wieder ins Leben gerufen, wobei die Erträge seit 1976 jeweils zu 50 % an den Deutschen Sportbund und die Bundesarbeitsgemeinschaft der Freien Wohlfahrtspflege gehen. Seit 1991 erhält auch die Deutsche Stiftung Denkmalschutz Mittel aus den Erlösen.
Seit diesen beiden Ereignissen fließen Mittel in den Bereich der Wohlfahrt, des Sports, der Denkmalpflege und seit dem 1. Januar 2000 auch der Stiftung Natur und Umwelt. Mit den Erlösen der 2016 eingeführten Sieger-Chance soll ebenfalls der deutsche Spitzensport finanziell gefördert werden.
Bis Anfang 2018 bot die höchste Gewinnstufe eine lebenslange Rente, mit Gewinnplanänderung 10.000 Euro monatlich, 20 Jahre lang. Mit der Ziehung am 7. Juni 2025 änderte sich der Hauptgewinn (bei gleichbleibendem Einsatz) in einen Kombigewinn aus 1,2 Millionen Euro sofort plus 5.000 Euro monatlich, 20 Jahre lang. 

## Gewinne und Gewinnchancen bis Ende 2017
Auch in der 7. Gewinnklasse wurden wie in der 6. Gewinnklasse zwei Losnummern gezogen, wodurch sich eine Gewinnchance in der höchsten Klasse von eins zu fünf Millionen ergab. Anders als bei Lotto 6 aus 49, Spiel 77 und Super 6 ist bei der Glücksspirale Gewinnklasse 1 die niedrigste.
In der höchsten Gewinnklasse 7 wurde die Gewinnsumme von maximal 2.010.000 Euro (bei einem Spieleinsatz von 5 Euro) zugunsten des Gewinners mit befreiender Wirkung für die Lottogesellschaft an ein von ihr beauftragtes Versicherungsunternehmen (die in Luxemburg ansässige Atlanticlux Lebensversicherung S.A., Stand: Januar 2015) ausgezahlt, das dem Gewinner im Gegenzug ein individuelles Angebot auf Abschluss eines Versicherungsvertrags (lebenslange Sofortrente von – je nach Spieleinsatz – monatlich 1.500 €, 3.750 € oder 7.500 €) unterbreitete. Anfallende Zinsen erhielt der Gewinner. Im Fall des Ablebens des Gewinners erhalten seine Erben den Betrag, der nach Abzug der bis zu seinem Tod bereits ausgezahlten Renten vom ursprünglich gewonnenen Kapitalstock von maximal 2.010.000 Euro noch übrig ist. Der Gewinner konnte sich den gewonnenen Betrag aber auch innerhalb von vier Wochen nach Erhalt des Angebots ganz oder teilweise von dem Versicherer auszahlen lassen.
Die Barauszahlung des Gewinns in einem Betrag bzw. der Anteil der Rentenzahlung, der dem Verbrauch des ursprünglichen Gewinns entspricht, unterliegt als Lotteriegewinn nicht der deutschen Einkommensteuer. Jedoch waren auf die Erträge, die die Versicherung mit der Anlage des Gewinns mit auszahlt (Ertragsanteil) Steuern zu entrichten.
| Spielplan bis 2017 | Spielplan bis 2017                                                        | Spielplan bis 2017 | Spielplan bis 2017 |
| Gewinnklasse       | Gewinn1)                                                                  | Gewinnchance       | Anmerkung |
| ------------------ | ------------------------------------------------------------------------- | ------------------ | --- |
| 1                  | 10/5/2 €                                                                  | 1:10               | |
| 2                  | 20/10/4 €                                                                 | 1:100              | |
| 3                  | 50/25/10 €                                                                | 1:1.000            | |
| 4                  | 500/250/100 €                                                             | 1:10.000           | |
| 5                  | 5.000/2.500/1.000 €                                                       | 1:100.000          | |
| 6                  | 100.000/50.000/20.000 €                                                   | 1:500.000          | Es wurden 2 Losnummern gezogen. Bei mehr als 100 Gewinnern wird die Gewinnsumme von 10.000.000 € unter den Gewinnern aufgeteilt.                                                                                        |
| 7                  | monatlich 7.500/3.750/1.500 € bzw. einmalig 2.010.000/1.005.000/402.000 € | 1:5.000.000        | Es wurden 2 Losnummern gezogen. Bei mehr als 10 Gewinnern wird die Einzahlung an die Versicherung auf 20.100.000 € begrenzt und unter den Gewinnern aufgeteilt. Bei der Rente fielen anfallende Zinsen an den Gewinner. |

1) Bei 5/2,50/1 € Einsatz
Die theoretische Auszahlungsquote lag – ohne Berücksichtigung der Bearbeitungsgebühr und der Gewinnbegrenzung – bei 39,04 %.

### Sieger-Chance
Seit dem 2. Juli 2016 kann in einigen Bundesländern eine weitere Option der Glücksspirale, die Sieger-Chance, gespielt werden. Zunächst konnte man sie nur in den sechs Bundesländern Baden-Württemberg, Bayern, Berlin, Rheinland-Pfalz, Saarland und Schleswig-Holstein wählen; mittlerweile ist sie zusätzlich in Mecklenburg-Vorpommern und Nordrhein-Westfalen verfügbar. Der Einsatz hierfür beträgt 3 Euro und die Sieger-Chance kann nur in Verbindung mit der Glücksspirale gespielt werden. Hierbei gab es zwei Gewinnklassen: Gewinnklasse I mit einer lebenslangen Sofortrente in Höhe von 3.000 € sowie Gewinnklasse II mit einem Sofortgewinn in Höhe von 1.000.000 €. Für Gewinnklasse I wurde eine sechsstellige Zahl gezogen und für Gewinnklasse II drei siebenstellige Zahlen.
| Gewinnklasse | Gewinn                                    | Gewinnchance | Anmerkung |
| ------------ | ----------------------------------------- | ------------ | --- |
| 1            | monatlich 3.000 € bzw. einmalig 804.000 € | 1:1.000.000  | Es wird 1 sechsstellige Losnummer gezogen. Bei mehr als 15 Gewinnern wird die Einzahlung an die Versicherung auf 12.060.000 € begrenzt und unter den Gewinnern aufgeteilt. |
| 2            | 1.000.000 €                               | 1:3.333.333  | Es werden 3 siebenstellige Losnummern gezogen. Bei mehr als 5 Gewinnern wird die Gewinnsumme von 5.000.000 € unter den Gewinnern aufgeteilt.                               |

Die theoretische Auszahlungsquote liegt – ohne Berücksichtigung der Bearbeitungsgebühr und der Gewinnbegrenzung – bei 36,8 %.

## Gewinne und Gewinnchancen von 2018 bis Mai 2025
Die Gewinnchancen betragen 1:10x, wobei x die Gewinnklasse darstellt. Für die fünfte Gewinnklasse beträgt sie also eins zu einhunderttausend. Eine Ausnahme gilt für die 6. Gewinnklasse. Hier werden zwei Losnummern gezogen, wodurch sich die Gewinnchance in dieser Gewinnklasse verdoppelt. Sie beträgt also eins zu fünfhunderttausend.
In der höchsten Gewinnklasse 7 wird eine zwanzig Jahre laufende Rente von 10.000 Euro monatlich ausgezahlt oder die Gewinnsumme von maximal 2.100.000 Euro (bei einem Spieleinsatz von 5 Euro) sofort ausgezahlt. Die Zinsen bei der Rentenauszahlung stehen der Lottogesellschaft zu. Nach zwanzig Jahren ergibt sich eine ausgezahlte Summe von 2.400.000 Euro.
Die Gewinne sind festgeschrieben, werden also nicht durch das Totalisatorprinzip wie beim Lotto durch die Anzahl der Gewinner in derselben Klasse geteilt. Ausnahmen sind für die Fälle vorgesehen, wenn mehr als 100 Gewinner der Klasse 6 oder mehr als zehn Gewinner der Klasse 7 auftreten, da in jedem Fall die von der Lottogesellschaft gezahlte Gesamtgewinnsumme der Klasse 6 auf 10.000.000 Euro und der Klasse 7 auf 21.000.000 Euro begrenzt bleibt und unter den Gewinnern der jeweiligen Klasse aufgeteilt wird.
Der Lospreis beträgt aktuell 5 Euro pro Los und Ziehung, zuzüglich Tippgebühr, in einigen Bundesländern gibt es auch Losanteile für einen Einsatz von 2,50 Euro für ein halbes Los und 1 Euro für ein fünftel Los. Optional kann auch an den Lotterien Super 6 und Spiel 77 teilgenommen werden, die nicht einzeln gespielt werden können.
| Gewinnklasse | Gewinn1)                                                                                 | Gewinnchance | Anmerkung |
| ------------ | ---------------------------------------------------------------------------------------- | ------------ | --- |
| 1            | 10/5/2 €                                                                                 | 1:10         | |
| 2            | 25/12,50/5 €                                                                             | 1:100        | |
| 3            | 100/50/20 €                                                                              | 1:1.000      | |
| 4            | 1.000/500/200 €                                                                          | 1:10.000     | |
| 5            | 10.000/5.000/1.000 €                                                                     | 1:100.000    | |
| 6            | 100.000/50.000/20.000 €                                                                  | 1:500.000    | Es werden 2 Losnummern gezogen. Bei mehr als 100 Gewinnern wird die Gewinnsumme von 10.000.000 € unter den Gewinnern aufgeteilt. |
| 7            | 20 Jahre lang monatlich 10.000/5.000/2.000 € bzw. einmalig 2.100.000/1.050.000/420.000 € | 1:10.000.000 | Die Gesamtgewinnausschüttung für die Gewinnklasse 7 ist auf 21.000.000 € begrenzt. Bei mehr als 10 Gewinnern wird diese Summe unter den Gewinnern aufgeteilt bzw. vermindern sich die Rentenzahlungen entsprechend. (Es wird seit 2018 nur noch eine Losnummer gezogen.) |

1) Bei 5/2,50/1 € Einsatz
Die theoretische Auszahlungsquote liegt – ohne Berücksichtigung der Bearbeitungsgebühr und der Gewinnbegrenzung – bei 38,2 %.

### Sieger-Chance ab 2018
Gleichzeitig wurde auch der Spielplan für die Sieger-Chance geändert: Es gibt nun drei Gewinnklassen. Für Gewinnklasse I werden zwei fünfstellige Gewinnzahlen gezogen, mit denen man einen Sofortgewinn in Höhe von 10.000 € gewinnen kann. In der Gewinnklasse II wird eine sechsstellige Gewinnzahl gezogen, mit der man eine auf zehn Jahre begrenzte monatliche Rente in Höhe von 5.000 € oder einen Sofortbetrag von 600.000 € gewinnen kann. In der Gewinnklasse III werden drei siebenstellige Gewinnzahlen für einen Sofortgewinn in Höhe von 1.000.000 € gezogen.
| Gewinnklasse | Gewinn                         | Gewinnchance | Anmerkung |
| ------------ | ------------------------------ | ------------ | --- |
| 1            | 10.000 €                       | 1:50.000     | |
| 2            | 5.000 € monatlich für 10 Jahre | 1:1.000.000  | |
| 3            | 1.000.000 €                    | 1:3.333.333  | Es werden 3 siebenstellige Losnummern gezogen. Bei mehr als 5 Gewinnern wird die Gewinnsumme von 5.000.000 € unter den Gewinnern aufgeteilt. |

Die Sieger-Chance ist seit 2019 auch in Hessen verfügbar. 2020 kommen noch Brandenburg und Thüringen hinzu, 2021 auch Hamburg. Damit ist die Zusatzlotterie nun in 12 von 16 Bundesländern spielbar. 

## Gewinne und Gewinnchancen ab 7. Juni 2025
Mit der Ziehung am 7. Juni 2025 ändert sich der Hauptgewinn der Glücksspirale und damit der Gewinn in der Gewinnklasse 7. Alle anderen Gewinnklassen bleiben unverändert, auch der Preis pro Ziehung bleibt gleich.
In der höchsten Gewinnklasse 7 wird nun ein Kombigewinn, bestehend aus einer Sofortzahlung in Höhe von 1,2 Millionen Euro plus monatlichen Zahlungen in Höhe von 5.000 Euro, 20 Jahre lang, angeboten. Wahlweise ist auch die Auszahlung der Gesamt-Gewinnsumme von maximal 2.400.000 Euro (bei einem Spieleinsatz von 5 Euro) möglich. Die weiteren Gewinnklassen bleiben unverändert zum Gewinnplan seit 2018. Auch der Einsatz bleibt gleich, genauso die Regeln zur Auszahlung bei mehr als 100 Gewinnern in Klasse 6 oder mehr als zehn Gewinnern in Klasse 7. 
Der Lospreis beträgt weiterhin 5 Euro pro Los und Ziehung, zuzüglich Tippgebühr. In einigen Bundesländern kann die Glücksspirale auch mit weiteren Losarten gespielt werden. Neben dem 5 Euro Los gibt es dort auch das 2,50 Euro Los oder das 1 Euro Los, wobei es sich bei dem 2,50 Euro Los um einen Losanteil von 50 Prozent und bei dem 1 Euro Los um einen Losanteil von 20 Prozent handelt und die Gewinne mit diesen Losarten entsprechend ihres Anteiles ausgezahlt werden. Optional kann auch an den Lotterien Sieger-Chance, Super 6 und Spiel 77 teilgenommen werden, die nicht einzeln gespielt werden können.
Die Gewinnchancen beträgt weiterhin 1:10x, wobei x die Gewinnklasse darstellt. Für die fünfte Gewinnklasse beträgt sie also eins zu einhunderttausend. Eine Ausnahme gilt für die 6. Gewinnklasse. Hier werden weiterhin zwei Losnummern gezogen, wodurch sich die Gewinnchance in dieser Gewinnklasse verdoppelt. Sie beträgt also eins zu fünfhunderttausend.

### Sieger-Chance
Gewinne und Gewinnchancen der Zusatzlotterie Sieger-Chance bleiben unverändert fortbestehen.

## Fernsehsendungen
In den Jahren 2005 bis 2008 wurde die Sat.1-Show Deal or No Deal von Endemol in Zusammenarbeit mit der Glücksspirale produziert.
Ebenfalls auf Sat.1 lief bereits von 1996 bis 2001 die monatliche Sonntagabendshow Die Glücksspirale, zuerst moderiert von Kai Pflaume, später dann von Christian Clerici, der auch durch die 2002 ausgestrahlte Nachfolgeshow Kleine ganz groß – Die Show der Glücksspirale führte. Ende 2002 beendete Sat.1 vorerst die Zusammenarbeit mit der Glücksspirale.
Bereits ab Anfang der 1970er-Jahre fand die Auslosung regelmäßig im ZDF-Sportstudio statt. Anlässlich der Fußball-WM in Deutschland wurde 1974 Das große Spiel, eine Fernsehshow der Glücksspirale mit Freddy Quinn, ausgestrahlt.
Die Gewinnzahlen der Glücksspirale wurden immer samstags im Ersten bekannt gegeben, bis 1993 sowie ab 2009 am späten Abend nach 22 Uhr. Dazwischen und erneut seit dem 6. Juli 2013 wanderte der Sendeplatz auf 19:57 Uhr kurz vor die Tagesschau. Seitdem werden auf diesem Sendeplatz die Gewinnzahlen vom Lotto 6 aus 49 verlesen, über die Gewinnzahlen der Glücksspirale informiert lediglich ein Laufband.

## GlücksSpirale Film Award
Der GlücksSpirale Film Award war ein Kurzfilm-Wettbewerb, der seit 2015 von der GlücksSpirale für mehrere Jahre ausgerufen wurde. Die Teilnehmer aus Deutschland konnten einen 30–90 sekündigen Kurzfilm zu den Themen Glück, Gewinnen und GlücksSpirale produzieren. Eine Jury aus Produzenten, Filmschaffenden und Medien-Professoren kürten die Sieger in mehreren Kategorien wie u. a. Hochschulpreis und Publikumspreis. 